# Miesięcznik Fotograficzny
Miesięcznik Fotograficzny – polski ilustrowany miesięcznik o tematyce fotograficznej, wydawany we Lwowie w latach 1907–1911, reaktywowany i wydawany ponownie w latach 1924–1931.

## Historia
Miesięcznik Fotograficzny był kontynuacją Wiadomości Fotograficznych, których istnienie przerwała śmierć wydawcy – Wiktora Wołczyńskiego w 1905 roku. Był czasopismem (miesięcznikiem) wydawanym staraniem Lwowskiego Towarzystwa Fotograficznego. Czasopismo było równocześnie agendą Towarzystwa Fotografów Amatorów w Krakowie. Miesięcznik Fotograficzny był czwartym lwowskim czasopismem poświęconym sztuce fotograficznej i tematyce związanej z fotografią. Wydawcą miesięcznika był Władysław Borzemski, redaktorem prowadzącym – Roman Brzezinski. Od 1924 roku Miesięcznik Fotograficzny był redagowany przez Józefa Świtkowskiego. 
Zawartość czasopisma stanowiły aktualne wiadomości fotograficzne – w dużej części wiadomości informujące o działalności Lwowskiego Towarzystwa Fotograficznego, Towarzystwa Fotografów Amatorów w Krakowie oraz ilustrowane artykuły o fotografii, estetyce w fotografii, artykuły poświęcone technice i chemii fotograficznej oraz opisy sprzętu fotograficznego (kamery, obiektywy). Do miesięcznika dołączano wkładki – reprodukcje fotografii (na papierze kredowym) m.in. członków Lwowskiego Towarzystwa Fotograficznego, Towarzystwa Fotografów Amatorów w Krakowie (w dominującej tematyce krajobrazowej, krajoznawczej, portretowej). Wiele miejsca poświęcano reklamom związanym z fotografią. 
W 1911 roku zawieszono wydawanie czasopisma – po przerwie, w 1924 roku, Miesięcznik Fotograficzny ukazał się ponownie. Już w niepodległej Polsce Miesięcznik Fotograficzny istniał do 1931 roku.